# Кубок Люксембургу з футболу 2023—2024
Кубок Люксембургу з футболу 2023–2024 — 99-й розіграш кубкового футбольного турніру в Люксембурзі. Титул здобув Прогрес.

## Календар
| Раунд            | Дата                         | Матчі | Клуби    |
| ---------------- | ---------------------------- | ----- | -------- |
| Попередній раунд | 6 вересня 2023               | 6     | 102 → 96 |
| Перший раунд     | 9–10 вересня 2023            | 32    | 96 → 64  |
| 1/32 фіналу      | 30 вересня – 1 жовтня 2023   | 32    | 64 → 32  |
| 1/16 фіналу      | 28 жовтня – 8 листопада 2023 | 16    | 32 → 16  |
| 1/8 фіналу       | 3 квітня 2024                | 8     | 16 → 8   |
| 1/4 фіналу       | 24 квітня 2024               | 4     | 8 → 4    |
| 1/2 фіналу       | 24 травня 2024               | 2     | 4 → 2    |
| Фінал            | 9 травня 2024                | 1     | 2 → 1    |

## Регламент
Згідно з регламентом клуби Національного футбольного дивізіону Люксембургу стартували з 1/32 фіналу. На всіх стадіях команди грають по одному матчу.

## 1/16 фіналу
| Команда 1                  | Рахунок | Команда 2               |
| -------------------------- | ------- | ----------------------- |
| 28 жовтня 2023             |         |                         |
| Гревенмахер (2)            | 2:4 дч  | Єллоу-Бойс (Вайлер) (2) |
| Ф91 Дюделанж               | 0:2     | Діфферданж 03           |
| Мамер 32 (2)               | 1:2     | Женесс (Еш)             |
| 29 жовтня 2023             |         |                         |
| УНА Штрассен               | 4:3     | Фола                    |
| Резіденс (Вальферданж) (2) | 3:5     | Прогрес                 |
| Ред Стар (Мерль) (3)       | 2:3     | Свіфт                   |
| Норден (3)                 | 1:0     | Лоренцвайлер (2)        |
| Гостерт (2)                | 2:1     | Уніон Тітус Петанж      |
| Ерпельданж (3) (2)         | 1:8     | Мондорф-ле-Бен          |
| Алісонтія (Штайнсель) (2)  | 5:1     | Етцелла (2)             |
| Женесс (Канах) (2)         | 4:3 дч  | Вільц                   |
| АЛСС Люксембург (3)        | 0:3     | Расінг                  |
| Рюмеланж (2)               | 4:0     | Маріска (Мерш)          |
| Коппчен (2)                | 2:5     | Мондеркаж               |
| 8 листопада 2023           |         |                         |
| Кер'єнґ                    | 2:3     | Шиффланж 95             |
| Роданж 91 (2)              | 3:4     | Беттембург (2)          |

## 1/8 фіналу
| Команда 1                 | Рахунок      | Команда 2          |
| ------------------------- | ------------ | ------------------ |
| 3 квітня 2024             |              |                    |
| Мондеркаж                 | 0:3          | Діфферданж 03      |
| Алісонтія (Штайнсель) (2) | 1:3          | Прогрес            |
| Беттембург (2)            | 2:3          | Свіфт              |
| Норден (3)                | 1:1 пен. 2:4 | УНА Штрассен       |
| Гостерт (2)               | 1:0 дч       | Расінг             |
| Шиффланж 95               | 1:1 пен. 2:4 | Мондорф-ле-Бен     |
| Єллоу-Бойс (Вайлер) (2)   | 3:2 дч       | Женесс (Канах) (2) |
| Рюмеланж (2)              | 0:5          | Женесс (Еш)        |

## 1/4 фіналу
| Команда 1               | Рахунок | Команда 2      |
| ----------------------- | ------- | -------------- |
| 24 квітня 2024          |         |                |
| Гостерт (2)             | 1:2     | Мондорф-ле-Бен |
| Женесс (Еш)             | 0:2     | Свіфт          |
| Прогрес                 | 2:0     | Дифферданж 03  |
| Єллоу-Бойс (Вайлер) (2) | 0:2     | УНА Штрассен   |

## 1/2 фіналу
| Команда 1      | Рахунок | Команда 2 |
| -------------- | ------- | --------- |
| 24 квітня 2024 |         |           |
| УНА Штрассен   | 0:2     | Свіфт     |
| Мондорф-ле-Бен | 0:2     | Прогрес   |

## Фінал
| Команда 1     | Рахунок      | Команда 2 |
| ------------- | ------------ | --------- |
| 9 травня 2024 |              |           |
| Свіфт         | 1:1 пен. 1:3 | Прогрес   |